# パパ (テレビドラマ)
パパ（PaPa）は1996年1月3日から2月29日にわたり、韓国のKBSで放映された韓国ドラマ。全18回。チョン・ギサン演出、キム・ヨンチャン、オ・スヨン脚本。
ペ・ヨンジュンとイ・ヨンエが共演している。

## ストーリー
ヒョンジュン（ペ・ヨンジュン）は人気現代小説の文筆活動の傍ら、チョンセ大学の教壇にも立つ才色兼備の30歳。かつて大学時代から付き合っていた妻セヨン（イ・ヨンエ）と幸せな生活を過ごしていたが、後に性格の不一致から離婚。それぞれの道を歩んでいた。しかし2人の間には5歳になる愛娘、セビョルがいた。セビョルは普段セヨンと暮らしていたが、ある日ひとりでいるときに高熱で倒れてしまう。仕事に追われたセヨンはそのことに気付かず、それに業を煮やしたヒョンジュンがセビョルを引き取ることになった。だが、男やもめの生活を続けてきたヒョンジュン。そこに男ばかりのルームメイトがやってくる。慣れない育児に奮闘する父と娘、そして彼らを取り巻く男女の恋の行方を描いたラブ・コメディ。

## 登場人物
- チェ・ヒョンジュン／［ペ・ヨンジュン］
人気小説家で大学教授。男やもめだが、娘思いの父親。
- ハン・セヨン／［イ・ヨンエ］
映画制作会社室長。ヒョンジュンの元妻であり、セビョルの母親。
- セビョル／［イ・ジョンユン］
ヒョンジュンとセヨンの娘。おしゃれ好きでおしゃまな５歳の女の子。
- ヤン・グン／［パク・ジュンヒョン］
韓医院の副委員長。惚れやすいお調子者。妻を病気で亡くして以来、息子とふたり暮らしに。
- ジェホン／［チェ・ガンウォン］
グンの息子。食欲旺盛な幼稚園児。父親ゆずりで美人に弱い。
- インピョ／［チョン・チャン］
セヨンの弟。ヒョンジュンの勤める大学の学生。ガールハントに余念がない。
- イ・ヒス／［チェ・ユニョン］
セビョルとグンが通う幼稚園の先生。
- イ・スジ／［イ・ジェニ］
ヒョンジュンの講座の学生。ヒョンジュンの大ファン。
- カン・ドンソク／［キム・ギュチョル］
映画会社社長。
- ヘウォン／［イ・ヘヨン］
薬剤師。面倒見がよく、子供好き。
- ペ・ユニ／［ユンソナ］
韓医院の看護師。
- ソン・ヘミン
ヒョンジュンの後輩。
- ガンミョン／［チャ・テヒョン］
スジに熱を上げている男子学生。
- シン・ギハン／［チェ・ジョンウォン］
韓医院の院長。出たがりな上、おせっかい焼き。

## 各話タイトル
- - 1話 　 一つ屋根の下
  - 2話 　 代理パパは楽し
  - 3話 　 愛の挨拶
  - 4話 　 ママの誕生日
  - 5話 　 別れた理由
  - 6話 　 幸せ呪文
  - 7話 　 切なくて もどかしくて
  - 8話 　 僕らをスキーに連れてって
  - 9話 　 素直になりたくて
  - 10話 　待ちぼうけ
  - 11話 　出会いは いつも突然
  - 12話 　プロポーズから
  - 13話 　電話がつながらない
  - 14話 　涙の結婚指輪
  - 15話 　風邪とウソとファーストキス
  - 16話 　愛の逃避行
  - 17話 　愛しているのに
  - 18話 　抱擁

（DVD-BOXより）